# Apagomerella versicolor
Apagomerella versicolor är en skalbaggsart som först beskrevs av Karl Henrik Boheman 1859.  Apagomerella versicolor ingår i släktet Apagomerella och familjen långhorningar.
Artens utbredningsområde är:
- Paraguay.
- Uruguay.

Inga underarter finns listade i Catalogue of Life.